# Instinkt (band)
 For alternative betydninger, se Instinkt (flertydig). (Se også artikler, som begynder med Instinkt)
Instinkt er en dansk folkrockgruppe bestående af Martin Seeberg, Louise Ring Vangsgaard, Søren Korshøj, Vivi di Bap og Malene Daniels Beck. De havde deres debut på Frederikssund Visefestival i 2000.
Deres debutalbum, HUR udkom i 2002, og fik fire ud af seks stjerner i musikmagasinet GAFFA.  Ved Danish Music Awards Folk i 2003 vandt albummet prisen som "Årets danske folk-album". Instinkt vandt desuden priserne som "Årets danske folk-artist (nutidig)" og "Årets folk debut", mens Vivi di Bap fik prisen som "Årets instrumentalist" for sine bidrag til HUR.
I 2006 udkom deres andet album under titlen Grum. Dette album fik fem ud af seks stjerner i GAFFA. Samtidig vandt Grum prisen som "Årets danske album" ved DMA Folk. Gruppen blev også nomineret til "Årets danske artist (nutidig)" og Seeberg blev nomineret til "Årets danske instrumentalist" ved samme prisoverrækkelse.

## Medlemmer
- Martin Seeberg - bratsch, fløjte, skalmeje, jødeharpe, vokal
- Louise Ring Vangsgaard - violin, vokal,
- Søren Korshøj - violin, guitar, vokal
- Vivi di Bap - trommer, percussion, vokal, cello
- Malene Daniels Beck - elbas, kontrabas, vokal

## Diskografi
- 2002 HUR
- 2006 Grum